# Achmelvich Bay
Achmelvich Bay är en vik i Storbritannien.   Den ligger i kommunen Highland och riksdelen Skottland, i den norra delen av landet, 800 km norr om huvudstaden London.